# Coppa Libertadores 2018 (calcio a 5 femminile)
La Coppa Libertadores femminile 2018 è la 6ª edizione del torneo continentale riservato ai club di calcio a 5 femminili vincitori nella precedente stagione del massimo campionato delle federazioni affiliate alla CONMEBOL. La competizione si è giocata dal 7 al 14 ottobre 2018.

## Squadre partecipanti
Tutte le nazioni che partecipano schierano una sola squadra, per un totale di 10 squadre.

### Lista
I club sono stati ordinati in base al risultato della federazione nell'edizione precedente.

| Rank | Squadra           | Urna |
| ---- | ----------------- | ---- |
| 1/H  | Colonial          | 1    |
| 2    | Leõas da Serra    | 1    |
| 3    | Aquiles Nazoa     | 2    |
| 4    | Palestino         | 2    |
| 5    | San Lorenzo       | 2    |
| 6    | Nacional          | 2    |
| 7    | Lyon              | 3    |
| 8    | Santo Domingo IK9 | 3    |
| 9    | Atlantes          | 3    |
| 10   | UNMSM             | 3    |

Note
- (TH) Squadra campione in carica
- (H) – Squadra ospitante

### Formula
Le 10 squadre si affrontano in due gironi da cinque, sorteggiati il 13 settembre. Le prime due di ogni girone accedono alla fase finale ad eliminazione diretta.

## Fase a gironi

### Gruppo A
| Squadra           | P.ti | G | V | N | P | GF | GS | DR  |
| ----------------- | ---- | - | - | - | - | -- | -- | --- |
| Colonial          | 12   | 4 | 4 | 0 | 0 | 21 | 4  | +17 |
| San Lorenzo       | 7    | 4 | 2 | 1 | 1 | 8  | 5  | +4  |
| Santo Domingo IK9 | 5    | 4 | 1 | 2 | 1 | 15 | 15 | 0   |
| Nacional          | 3    | 4 | 1 | 0 | 3 | 8  | 17 | -8  |
| UNMSM             | 1    | 4 | 0 | 1 | 3 | 4  | 15 | -11 |

### Gruppo B
| Squadra        | P.ti | G | V | N | P | GF | GS | DR  |
| -------------- | ---- | - | - | - | - | -- | -- | --- |
| Leõas da Serra | 12   | 4 | 4 | 0 | 0 | 37 | 2  | +35 |
| Lyon           | 9    | 4 | 3 | 0 | 1 | 26 | 8  | +18 |
| Atlantes       | 6    | 4 | 2 | 0 | 2 | 13 | 24 | -11 |
| Palestino      | 3    | 4 | 1 | 0 | 3 | 8  | 19 | -11 |
| Aquiles Nazoa  | 0    | 4 | 0 | 0 | 4 | 8  | 39 | -31 |

## Fase ad eliminazione diretta

### Tabellone
|  | Semifinali     | Semifinali     | Semifinali     |                |          | Finale            | Finale            | Finale          |  |
|  |                |                |                |                |          |                   |                   |                 |  |
|  | Colonial       | Colonial       | 4              |                |          |                   |                   |                 |  |
|  | Colonial       | Colonial       | 4              |                |          |                   |                   |                 |  |
|  | Lyon           | Lyon           | 1              |                |          |                   |                   |                 |  |
|  | Lyon           | Lyon           | 1              |                | Colonial | Colonial          | 0                 |                 |  |
|  |                |                |                |                | Colonial | Colonial          | 0                 |                 |  |
|  |                |                | Leõas da Serra | Leõas da Serra | 4        |                   |                   |                 |  |
|  | Leõas da Serra | Leõas da Serra | Leõas da Serra | Leõas da Serra | 4        | 8                 |                   |                 |  |
|  | Leõas da Serra | Leõas da Serra |                |                |          | 8                 |                   |                 |  |
|  | San Lorenzo    | San Lorenzo    | 1              |                |          | Finale 3º posto   | Finale 3º posto   | Finale 3º posto |  |
|  | San Lorenzo    | San Lorenzo    | 1              |                |          |                   |                   |                 |  |
|  |                |                |                |                |          |                   |                   |                 |  |
|  |                |                |                |                |          | Lyon              | Lyon              | 2 (0)           |  |
|  |                |                |                |                |          | Lyon              | Lyon              | 2 (0)           |  |
|  |                |                |                |                |          | San Lorenzo (dcr) | San Lorenzo (dcr) | 2 (2)           |  |